# Grunehogna
Die Grunehogna (aus dem Norwegischen frei übersetzt Murmeltier) sind eine Gruppe von Nunatakkern im ostantarktischen Königin-Maud-Land. Im südlichen Teil des Ahlmannryggen ragen sie 3 km nördlich der Liljequisthorga auf.
Norwegische Kartografen, die der Gruppe auch ihren Namen gaben, kartierten sie anhand von Vermessungen und Luftaufnahmen der Norwegisch-Britisch-Schwedischen Antarktisexpedition (1949–1952) und Luftaufnahmen, die zwischen 1958 und 1959 bei der Dritten Norwegischen Antarktisexpedition (1956–1960) entstanden.
Die Grunehogna sind Namensgeber für den Grunehogna-Kraton, der als Fragment des viel größeren Kaapvaal-Kratons bei der Öffnung des Südlichen Ozeans abgespalten wurde.